# Zentrum gegen Vertreibungen
Zentrum gegen Vertreibungen er et planlagt dokumentationscenter i Berlin for fordrivelser, specielt den etniske rensning gennem fordrivelser og massedrab på ca. 15 millioner tyskere i slutningen af og efter 2. verdenskrig, fra tyske områder der blev okkuperet af Stalins røde hær.
CDU-politikeren og parlamentsmedlemmet Erika Steinbach, der også er præsident for Bund der Vertriebenen, er én af initiativtagerne.